# Доњи Сјеничак
Доњи Сјеничак је насељено мјесто у саставу града Карловца, на Кордуну, у Карловачкој жупанији, Република Хрватска.

## Географија
Доњи Сјеничак се налази око 27 км југоисточно од Карловца.

## Историја
Доњи Сјеничак се од распада Југославије до августа 1995. године налазио у Републици Српској Крајини.

## Становништво
Према попису становништва из 2011. године, насеље Доњи Сјеничак је имало 69 становника.
| Националност       | 1991. | 1981. | 1971. | 1961. |
| Срби               | 272   | 334   | 507   | 612   |
| Југословени        | 1     | 9     | 8     | 1     |
| Хрвати             | 4     | 4     | 3     | 1     |
| остали и непознато | 6     | 1     |       |       |
| Укупно             | 283   | 348   | 518   | 614   |

| Демографија | Демографија | Демографија |
| Година      | Становника  | Становника  |
| ----------- | ----------- | ----------- |
| 1961.       | 614         |             |
| 1971.       | 518         |             |
| 1981.       | 348         |             |
| 1991.       | 283         |             |
| 2001.       | 115         |             |
| 2011.       |             | 69          |

## Попис 1991.
На попису становништва 1991. године, насељено место Доњи Сјеничак је имало 283 становника, следећег националног састава:
| Попис 1991.‍  | Попис 1991.‍  | Попис 1991.‍ | Попис 1991.‍ | Попис 1991.‍ |
| ------------ | ------------ | ----------- | ----------- | ----------- |
|              |              |             |             |             |
| Срби         | Срби         |             | 272         | 96,11%      |
| Хрвати       | Хрвати       |             | 4           | 1,41%       |
| Југословени  | Југословени  |             | 1           | 0,35%       |
| остали       | остали       |             | 1           | 0,35%       |
| неопредељени | неопредељени |             | 1           | 0,35%       |
| непознато    | непознато    |             | 4           | 1,41%       |
| укупно: 283  |              |             |             |             |